# Alebroides adonis
Alebroides adonis är en insektsart som beskrevs av Irena Dworakowska 1981. Alebroides adonis ingår i släktet Alebroides och familjen dvärgstritar. Inga underarter finns listade i Catalogue of Life.